# Акты Московского государства 1539 года
Правление: 1533—1584 — Иван IV Васильевич Грозный  (опекунский совет)

## Акты Московского государства 1539 года
- 6 февраля — чин постановления митрополита Иосафа, с присовокуплением избрания его и исповедания православной веры и повольная ему грамота новгородского архиепископа Макария.
- 28 февраля — докладной судный список, с доклада великому князю Ивану Васильевичу, суда медынского наместника Арсеньева Назара Ивановича вдове Пронякина Степана Ивановича — Екатерине Яковлевой и её деверям Пронякину Ивану Ивановичу и Сибекину Борису Васильевичу на Марию, жену Неелова Фёдора Степановича, её мужа Ждана Фёдора и человека Федьку, обвинённых в убийстве Пронякина Степана Ивановича.
- 26 марта — отречённая грамота митрополита Даниила.
- 17 июня — грамота великого князя Ивана Васильевича в Переславль о игумене Данииле (бывшего митрополита).
- 18 июля — жалованная данная (поместная) и несудимая грамота великого князя Ивана Васильевича Иевлеву Ивану Васильевичу с детьми Михаилом и Семёном на сельцо Курдаки с деревнями в Заупском стане Тульского уезда.
- 23 октября — губная белозерская грамота, с предоставлением тамошним уездным людям права судить и казнить смертью разбойников.
- 16 декабря — грамота великого князя Ивана Васильевича новоторжским городовым приказчикам, о небытии нигде ярмаркам в Новоторжском уезде, кроме города Торжок и села Медны.